# Aston Cantlow
Aston Cantlow är en by och civil parish i Stratford-on-Avon-distriktet av Warwickshire i England. Byn ligger vid floden Alne. 
Man tror att John Shakespeare gifte sig med Mary Arden i Aston Cantlow 1557.